# Stabæk Fotball 2008
Questa pagina raccoglie i dati riguardanti lo Stabæk Fotball nelle competizioni ufficiali della stagione 2008.

## Stagione
Nel campionato 2008, lo Stabæk centrò la prima vittoria del titolo nazionale della sua storia, dopo il secondo posto finale dell'annata precedente. La vittoria arrivò con una giornata d'anticipo grazie al successo per 6-2 sul Vålerenga. Veigar Páll Gunnarsson, Christian Keller e Daniel Nannskog furono i calciatori più utilizzati, disputato tutte le 37 gare giocate dallo Stabæk in stagione (26 in campionato, 7 nella Norgesmesterskapet e 2 nella Coppa UEFA). Nannskog fu anche il miglior marcatore della sua squadra - nonché dell'Eliteserien - con 16 gol. Le segnature totali salirono a 22 includendo gli incontri di coppa. L'avventura nella coppa nazionale terminò in finale, con la sconfitta per mano del Vålerenga. Nella Coppa UEFA, invece, l'avanzata del club norvegese fu arrestata al secondo turno di qualificazione dal Rennes. Morten Skjønsberg, Alanzinho, Daniel Nannskog e Jan Jönsson ricevettero il premio Kniksen rispettivamente come miglior difensore, miglior centrocampista, miglior attaccante e miglior allenatore del campionato. Il successo nell'Eliteserien consentì l'accesso alla Superfinalen 2009, prima edizione del trofeo.

## Maglie e sponsor
Lo sponsor tecnico per la stagione 2008 fu Puma, mentre lo sponsor ufficiale fu IT Fornebu. La divisa casalinga prevedeva due diverse tonalità di blu scuro, disposte a righe, con pantaloncini e calzettoni blu. Quella da trasferta era invece composta da una maglietta bianca, con pantaloncini neri e calzettoni bianchi.
| Casa | Trasferta |

## Rosa
| N. |                      | Ruolo | Calciatore             |
| -- | -------------------- | ----- | ---------------------- |
| 1  | Norvegia (bandiera)  | P     | Jon Knudsen            |
| 2  | Svezia (bandiera)    | D     | Niklas Sandberg        |
| 3  | Norvegia (bandiera)  | D     | Jon Inge Høiland       |
| 4  | Norvegia (bandiera)  | D     | Mike Kjølø             |
| 5  | Svezia (bandiera)    | D     | Pontus Segerström      |
| 6  | Norvegia (bandiera)  | D     | Tom Stenvoll           |
| 7  | Norvegia (bandiera)  | C     | Henning Hauger         |
| 8  | Ghana (bandiera)     | C     | Anthony Annan          |
| 9  | Danimarca (bandiera) | C     | Christian Keller       |
| 10 | Islanda (bandiera)   | A     | Veigar Páll Gunnarsson |
| 11 | Svezia (bandiera)    | A     | Daniel Nannskog        |
| 12 | Norvegia (bandiera)  | P     | Kristoffer Jensen      |
| 13 | Islanda (bandiera)   | C     | Pálmi Rafn Pálmason    |
| 13 | Camerun (bandiera)   | C     | Somen Tchoyi           |
| 14 | Norvegia (bandiera)  | A     | Ola Kamara             |

| N. |                        | Ruolo | Calciatore             |
| -- | ---------------------- | ----- | ---------------------- |
| 15 | Norvegia (bandiera)    | D     | Morten Skjønsberg      |
| 16 | Norvegia (bandiera)    | D     | Tor Marius Gromstad    |
| 17 | Svezia (bandiera)      | C     | Pontus Farnerud        |
| 17 | Norvegia (bandiera)    | A     | Espen Olsen            |
| 18 | Norvegia (bandiera)    | D     | Thomas Rogne           |
| 19 | Svezia (bandiera)      | C     | Johan Andersson        |
| 21 | Norvegia (bandiera)    | C     | Tommy Stenersen        |
| 22 | Norvegia (bandiera)    | P     | Iven Austbø            |
| 23 | Norvegia (bandiera)    | D     | Vegar Eggen Hedenstad  |
| 25 | Brasile (bandiera)     | C     | Alanzinho              |
| 26 | Norvegia (bandiera)    | D     | Bjørnar Holmvik        |
| 27 | Norvegia (bandiera)    | A     | Torstein Andersen Aase |
| 29 | Norvegia (bandiera)    | A     | Jan Tømmernes          |
| 30 | Norvegia (bandiera)    | C     | Jørgen Skjelvik        |
| 31 | Stati Uniti (bandiera) | C     | Mikkel Diskerud        |

## Calciomercato

### Sessione invernale(dal 01/01 al 31/03)
| Acquisti | Acquisti         | Acquisti | Acquisti      |
| R.       | Nome             | da       | Modalità      |
| -------- | ---------------- | -------- | ------------- |
| P        | Iven Austbø      | Viking   | definitivo    |
| D        | Inge André Olsen | Start    | fine prestito |
| C        | Johan Andersson  | Malmö FF | definitivo    |
| C        | Anthony Annan    | Start    | definitivo    |

| Cessioni | Cessioni              | Cessioni     | Cessioni   |
| R.       | Nome                  | a            | Modalità   |
| -------- | --------------------- | ------------ | ---------- |
| P        | Jens Waltorp Sørensen | AB           | definitivo |
| D        | Inge André Olsen      | Strømsgodset | prestito   |
| C        | Jesper Jansson        | Högaborgs BK | definitivo |
| C        | Espen Nystuen         | Sandefjord   | definitivo |
| C        | Branimir Poljac       | Moss         | definitivo |
| A        | Eirik Markegård       | Sandefjord   | definitivo |
| A        | Espen Olsen           | Start        | prestito   |
| A        | Andreas Strand        | Follo        | definitivo |

### Sessione estiva(dal 01/08 al 31/08)
| Acquisti | Acquisti            | Acquisti   | Acquisti      |
| R.       | Nome                | da         | Modalità      |
| -------- | ------------------- | ---------- | ------------- |
| D        | Niklas Sandberg     | CFR Cluj   | prestito      |
| C        | Pontus Farnerud     | svincolato |               |
| C        | Pálmi Rafn Pálmason | Valur      | definitivo    |
| A        | Espen Olsen         | Start      | fine prestito |

| Cessioni | Cessioni      | Cessioni   | Cessioni      |
| R.       | Nome          | a          | Modalità      |
| -------- | ------------- | ---------- | ------------- |
| C        | Anthony Annan | Start      | fine prestito |
| C        | Somen Tchoyi  | Salisburgo | definitivo    |
| A        | Espen Olsen   | Sogndal    | definitivo    |

## Risultati

### Girone di andata
| Molde 30 marzo 2008, ore 18:00 1ª giornata | Molde             | 0 – 0 referto | Stabæk | Aker Stadion (7.367 spett.)\| Arbitro: \| Edvartsen (Hamar) \| |
| Arbitro:                                   | Edvartsen (Hamar) |               |        |                                                                |

| Arbitro: | Skjerven (Kaupanger) |

|                                             |           |                               |
| Andersson 21’, 45’ Keller 56’ Alanzinho 82’ | Marcatori | 32’ (rig.) Mouelhi 89’ Riseth |

| Arbitro: | Olsen (Trondheim) |

|             |           |               |
| Martins 33’ | Marcatori | 81’ Andersson |

| Arbitro: | Berntsen (Vang) |

|                                               |           |  |
| Gunnarsson 10’ (rig.) Nannskog 59’ Tchoyi 65’ | Marcatori |  |

| Arbitro: | Alseth (Stjørdal) |

|  |           |                   |
|  | Marcatori | 58’, 77’ Nannskog |

| Arbitro: | Hauge (Bergen) |

|              |           |  |
| Nannskog 66’ | Marcatori |  |

| Arbitro: | Øvrebø (Oslo) |

|  |           |                            |
|  | Marcatori | 51’ Nannskog 90’ Andersson |

| Arbitro: | Helgerud (Lier) |

|                              |           |          |
| Gunnarsson 25’ Alanzinho 41’ | Marcatori | 69’ Parr |

| Arbitro: | Moen (Haugesund) |

|  |           |                                 |
|  | Marcatori | 14’ Nannskog 69’, 82’ Alanzinho |

| Drammen 7 giugno 2008, ore 16:00 10ª giornata | Strømsgodset     | 0 – 0 referto | Stabæk | Marienlyst Stadion (6.344 spett.)\| Arbitro: \| Moen (Haugesund) \| |
| Arbitro:                                      | Moen (Haugesund) |               |        |                                                                     |

| Arbitro: | Olsen (Trondheim) |

|                            |           |                                               |
| Nannskog 13’ Andersson 52’ | Marcatori | 15’, 43’ Moldskred 28’ Sequeira 54’ Rushfeldt |

| Arbitro: | Øvrebø (Oslo) |

|                            |           |               |
| Zajić 7’ Fredheim Holm 45’ | Marcatori | 37’ Alanzinho |

| Bærum 13 luglio 2008, ore 20:00 13ª giornata | Stabæk            | 0 – 0 referto | Viking | Nadderud Stadion (4.810 spett.)\| Arbitro: \| Edvartsen (Hamar) \| |
| Arbitro:                                     | Edvartsen (Hamar) |               |        |                                                                    |

### Girone di ritorno
| Arbitro: | Olsen (Trondheim) |

|                                                            |           |                |
| Stenvoll 32’ Andersson 38’ Nannskog 48’, 90’ Alanzinho 56’ | Marcatori | 20’ Jóhannsson |

| Arbitro: | Moen (Haugesund) |

|           |           |                              |
| Tettey 7’ | Marcatori | 69’ Alanzinho 74’ Gunnarsson |

| Arbitro: | Hagen (Grue) |

|                                                    |           |                     |
| Skjønsberg 5’ Keller 14’ Andersson 23’ Høiland 75’ | Marcatori | 65’ (rig.) Sørensen |

| Arbitro: | Staberg (Harstad) |

|            |           |                              |
| Larsen 58’ | Marcatori | 42’ Andersson 78’ Gunnarsson |

| Arbitro: | Berntsen (Vang) |

|                |           |                |
| Gunnarsson 57’ | Marcatori | 65’ Guastavino |

| Arbitro: | Olsen (Trondheim) |

|            |           |               |
| Brenne 57’ | Marcatori | 11’ Alanzinho |

| Arbitro: | Edvartsen (Hamar) |

|                                                      |           |  |
| Nannskog 8’ (rig.), 42’, 64’, 68’ Andersson 50’, 58’ | Marcatori |  |

| Arbitro: | Hauge (Bergen) |

|                                              |           |                |
| Niang 20’ (rig.) Ødegaard 23’, 45’ Fillo 45’ | Marcatori | 53’ Gunnarsson |

| Arbitro: | Hagen (Grue) |

|                                                |           |  |
| Andersson 34’ Nannskog 38’, 79’ Gunnarsson 68’ | Marcatori |  |

| Arbitro: | Alseth (Stjørdal) |

|                                        |           |  |
| Alanzinho 77’ Nannskog 79’ Høiland 86’ | Marcatori |  |

| Arbitro: | Berntsen (Vang) |

|               |           |                                   |
| Huseklepp 39’ | Marcatori | 28’ (aut.) Hanstveit 90’ Pálmason |

| Arbitro: | Sandmoen (Kjelsås) |

|                                                                |           |                     |
| Gunnarsson 32’, 42’, 60’ Andersson 50’ Pálmason 83’ Keller 90’ | Marcatori | 72’, 80’ Abdellaoue |

| Arbitro: | Sælen (Bergen) |

|             |           |  |
| Knarvik 10’ | Marcatori |  |

### Coppa di Norvegia
| Arbitro: | Skarpås |

|  |           | |
|  | Marcatori | 1’, 72’ Segerström 9’ Alanzinho 26’, 44’, 68’ Andersson 46’ Gunnarsson 74’ Kjølø 75’, 77’, 85’ Høiland 83’ Tømmernes 88’, 90’ Nannskog |

| Arbitro: | Holmberg |

|  |           |                    |
|  | Marcatori | 59’, 90’ Alanzinho |

| Arbitro: | Kjensli |

|                                                            |           |  |
| Andersson 37’ Gunnarsson 53’, 57’ (rig.), 81’ Nannskog 68’ | Marcatori |  |

| Arbitro: | Alseth (Stjørdal) |

|             |           |                                  |
| Risholt 37’ | Marcatori | 42’ Gunnarsson 75’, 89’ Stenvoll |

| Arbitro: | Hauge (Bergen) |

|                                               |           |               |
| Farnerud 64’ Nannskog 69’ Gunnarsson 82’, 90’ | Marcatori | 41’ Bergdølmo |

| Arbitro: | Staberg (Harstad) |

|                                |           |  |
| Nannskog 39’, 90’ Farnerud 76’ | Marcatori |  |

| Arbitro: | Moen (Haugesund) |

|               |           |                                            |
| Andersson 71’ | Marcatori | 31’, 55’ Abdellaoue 51’, 71’ Fredheim Holm |

### Coppa UEFA
| Arbitro: | Dean |

|                |           |         |
| Kjølø 37’, 71’ | Marcatori | 77’ Sow |

| Arbitro: | Egorov |

|                |           |  |
| Leroy 38’, 81’ | Marcatori |  |

## Statistiche

### Statistiche di squadra
| Competizione      | Punti | In casa | In casa | In casa | In casa | In casa | In casa | In trasferta | In trasferta | In trasferta | In trasferta | In trasferta | In trasferta | Totale | Totale | Totale | Totale | Totale | Totale | DR  |
| Competizione      | Punti | G       | V       | N       | P       | Gf      | Gs      | G            | V            | N            | P            | Gf           | Gs           | G      | V      | N      | P      | Gf     | Gs     | DR  |
| ----------------- | ----- | ------- | ------- | ------- | ------- | ------- | ------- | ------------ | ------------ | ------------ | ------------ | ------------ | ------------ | ------ | ------ | ------ | ------ | ------ | ------ | --- |
| Eliteserien       | 54    | 13      | 10      | 2       | 1       | 41      | 12      | 13           | 6            | 4            | 3            | 17           | 12           | 26     | 16     | 6      | 4      | 58     | 24     | +34 |
| Coppa di Norvegia | -     | 4       | 3       | 0       | 1       | 13      | 5       | 3            | 3            | 0            | 0            | 19           | 1            | 7      | 6      | 0      | 1      | 32     | 6      | +26 |
| Coppa UEFA        | -     | 1       | 1       | 0       | 0       | 2       | 1       | 1            | 0            | 0            | 1            | 0            | 2            | 2      | 1      | 0      | 1      | 2      | 3      | -1  |
| Totale            | -     | 18      | 14      | 2       | 2       | 56      | 18      | 17           | 9            | 4            | 4            | 36           | 15           | 35     | 23     | 6      | 6      | 92     | 33     | +59 |

### Statistiche dei giocatori
| Giocatore        | Eliteserien | Eliteserien | Eliteserien | Eliteserien | Coppa di Norvegia | Coppa di Norvegia | Coppa di Norvegia | Coppa di Norvegia | Coppa UEFA | Coppa UEFA | Coppa UEFA  | Coppa UEFA | Totale   | Totale | Totale      | Totale     |
| Giocatore        | Presenze    | Reti        | Ammonizioni | Espulsioni  | Presenze          | Reti              | Ammonizioni       | Espulsioni        | Presenze   | Reti       | Ammonizioni | Espulsioni | Presenze | Reti   | Ammonizioni | Espulsioni |
| ---------------- | ----------- | ----------- | ----------- | ----------- | ----------------- | ----------------- | ----------------- | ----------------- | ---------- | ---------- | ----------- | ---------- | -------- | ------ | ----------- | ---------- |
| Alanzinho        | 25          | 9           | 4           | 0           | 7                 | 3                 | 1                 | 0                 | 2          | 0          | 0           | 0          | 34       | 12     | 5           | 0          |
| T. Andersen Aase | 2           | 0           | 0           | 0           | 0                 | 0                 | 0                 | 0                 | 0          | 0          | 0           | 0          | 2        | 0      | 0           | 0          |
| J. Andersson     | 25          | 12          | 0           | 0           | 7                 | 5                 | 0                 | 0                 | 2          | 0          | 0           | 0          | 34       | 17     | 0           | 0          |
| A. Annan         | 12          | 0           | 1           | 1           | 3                 | 0                 | 0                 | 0                 | 2          | 0          | 0           | 0          | 17       | 0      | 1           | 1          |
| I. Austbø        | 2           | 0           | 0           | 0           | 3                 | 0                 | 0                 | 0                 | 0          | 0          | 0           | 0          | 5        | 0      | 0           | 0          |
| M. Diskerud      | 0           | 0           | 0           | 0           | 2                 | 0                 | 0                 | 0                 | 0          | 0          | 0           | 0          | 2        | 0      | 0           | 0          |
| P. Farnerud      | 12          | 0           | 0           | 0           | 3                 | 2                 | 0                 | 0                 | 2          | 0          | 1           | 0          | 17       | 2      | 1           | 0          |
| T. Gromstad      | 3           | 0           | 0           | 0           | 1                 | 0                 | 0                 | 0                 | 0          | 0          | 0           | 0          | 4        | 0      | 0           | 0          |
| V. Gunnarsson    | 26          | 10          | 2           | 0           | 7                 | 7                 | 1                 | 0                 | 2          | 0          | 0           | 0          | 35       | 17     | 3           | 0          |
| H. Hauger        | 18          | 0           | 2           | 0           | 5                 | 0                 | 0                 | 0                 | 0          | 0          | 0           | 0          | 23       | 0      | 2           | 0          |
| V. Hedenstad     | 3           | 0           | 0           | 0           | 1                 | 0                 | 0                 | 0                 | 0          | 0          | 0           | 0          | 4        | 0      | 0           | 0          |
| J. Høiland       | 22          | 2           | 1           | 1           | 5                 | 3                 | 0                 | 0                 | 0          | 0          | 0           | 0          | 27       | 5      | 1           | 1          |
| B. Holmvik       | 19          | 0           | 3           | 0           | 5                 | 0                 | 0                 | 0                 | 2          | 0          | 0           | 0          | 26       | 0      | 3           | 0          |
| K. Jensen        | 0           | 0           | 0           | 0           | 1                 | 0                 | 0                 | 0                 | 0          | 0          | 0           | 0          | 1        | 0      | 0           | 0          |
| O. Kamara        | 3           | 0           | 0           | 0           | 1                 | 0                 | 0                 | 0                 | 0          | 0          | 0           | 0          | 4        | 0      | 0           | 0          |
| C. Keller        | 26          | 3           | 2           | 0           | 7                 | 0                 | 0                 | 0                 | 2          | 0          | 0           | 0          | 35       | 3      | 2           | 0          |
| M. Kjølø         | 10          | 0           | 0           | 0           | 4                 | 1                 | 0                 | 0                 | 2          | 2          | 0           | 0          | 16       | 3      | 0           | 0          |
| J. Knudsen       | 25          | 0           | 0           | 0           | 5                 | 0                 | 0                 | 0                 | 2          | 0          | 0           | 0          | 32       | 0      | 0           | 0          |
| D. Nannskog      | 26          | 16          | 0           | 0           | 7                 | 6                 | 1                 | 0                 | 2          | 0          | 1           | 0          | 35       | 22     | 2           | 0          |
| E. Olsen         | 0           | 0           | 0           | 0           | 0                 | 0                 | 0                 | 0                 | 0          | 0          | 0           | 0          | 0        | 0      | 0           | 0          |
| P. Pálmason      | 9           | 2           | 0           | 0           | 3                 | 0                 | 0                 | 0                 | 2          | 0          | 0           | 0          | 14       | 2      | 0           | 0          |
| T. Rogne         | 0           | 0           | 0           | 0           | 0                 | 0                 | 0                 | 0                 | 0          | 0          | 0           | 0          | 0        | 0      | 0           | 0          |
| N. Sandberg      | 9           | 0           | 0           | 0           | 3                 | 0                 | 0                 | 0                 | 0          | 0          | 0           | 0          | 12       | 0      | 0           | 0          |
| P. Segerström    | 11          | 0           | 1           | 0           | 2                 | 2                 | 2                 | 0                 | 0          | 0          | 0           | 0          | 13       | 2      | 3           | 0          |
| J. Skjelvik      | 0           | 0           | 0           | 0           | 1                 | 0                 | 0                 | 0                 | 0          | 0          | 0           | 0          | 1        | 0      | 0           | 0          |
| M. Skjønsberg    | 25          | 1           | 1           | 1           | 6                 | 0                 | 0                 | 0                 | 2          | 0          | 0           | 0          | 33       | 1      | 1           | 1          |
| T. Stenersen     | 3           | 0           | 0           | 0           | 1                 | 0                 | 0                 | 0                 | 0          | 0          | 0           | 0          | 4        | 0      | 0           | 0          |
| T. Stenvoll      | 18          | 1           | 0           | 0           | 5                 | 2                 | 0                 | 0                 | 1          | 0          | 0           | 0          | 24       | 3      | 0           | 0          |
| S. Tchoyi        | 8           | 1           | 1           | 0           | 1                 | 0                 | 0                 | 0                 | 0          | 0          | 0           | 0          | 9        | 1      | 1           | 0          |
| J. Tømmernes     | 4           | 0           | 0           | 0           | 2                 | 1                 | 0                 | 0                 | 0          | 0          | 0           | 0          | 6        | 1      | 0           | 0          |